# GNOME
Gnome, i marknadsföring skrivet GNOME, är en skrivbordsmiljö helt byggd på fri programvara. Programvaran utvecklas av en internationell organisation med samma namn. Arbetet på Gnome inleddes 1997. Version 1.0 släpptes i mars 1999.
Ett stort antal företag stödjer och bidrar till utvecklingen av Gnome. Förutom i många Linuxdistributioner (standardinstallationen bland annat av CentOS, Fedora, RHEL och Suse (SLED)) ingår Gnome som skrivbordsmiljö i Solaris (som alternativ till Common Desktop Environment) och andra Unix-liknande system.
Gnome var ursprungligen en akronym för GNU Network Object Model Environment.

## Överblick
Gnome använder sig av Wayland och X Window System, som hanterar skärmdrivrutiner, tangentbord, mus etcetera. De grundläggande komponenterna i miljöns grafiska användargränssnitt utgörs av programbiblioteket GTK+ som ursprungligen utvecklades för bildbehandlingsprogrammet Gimp.
Gnome använder Corba (i den egna ORB:en, objekthanteraren ORBit), XFT för kantutjämning av text, Truetype genom Freetype-programbiblioteket, Unicode (från och med Gnome 2.0).
Gnome finns översatt till över hundra olika språk, bland andra svenska, arabiska, bengali, grekiska, finska och serbiska. Det stödjer text som skrivs från höger till vänster.
Gnome fokuserar på att göra en så användarvänlig miljö som möjligt och det finns dokument som specificerar hur program ska skrivas för att integreras ordentligt i användarmiljön. I fokus finns även tillgänglighet för funktionshindrade personer.

## Vanliga Gnome-program
Gnome har många program som utvecklats för det och har också ett centralt programbibliotek. Dessa program inkluderar:
- Gnome Webb – Webbläsare
- Evince – Dokumentläsare
- Filer – Filhanterare
- Gedit – Texteditor

Gnome används också ofta tillsammans med följande program:
- Evolution – E-postprogram
- Gimp – Bildbehandlingsprogram
- Inkscape – Vektorbaserat illustrationsprogram
- Openoffice.org eller Libreoffice – Kontorsprogram